# La Capture de Cerbère
Pour l'article mythologique, voir Capture de Cerbère par Héraclès.
La Capture de Cerbère (The Capture of Cerberus) est une nouvelle policière d'Agatha Christie mettant en scène le personnage d'Hercule Poirot.
C'est la 12e et dernière affaire des douze travaux d'Hercule Poirot, ayant trait à la capture de Cerbère par Héraclès.
Initialement rejetée par The Strand Magazine en 1940, une seconde version de la nouvelle a été directement reprise en recueil en 1947 dans The Labours of Hercules au Royaume-Uni et aux États-Unis. Cette version a été publiée pour la première fois en France dans la collection Série rouge en 1948, puis dans le recueil Les Travaux d'Hercule en 1966.
La version originale de la nouvelle est publiée pour la première fois en 2009 dans Agatha Christie's Secret Notebooks de John Curran, et en France en 2011 dans Les Carnets Secrets d'Agatha Christie.

## Personnages
- Hercule Poirot : détective privé.
- Inspecteur Japp : policier londonien.
- Verra Rossakof : comtesse russe.
- Pr Liskeard : client de L'Enfer.
- Alice Cunningham : fiancée du fils de la comtesse Verra Rossakof.
- Paul Varesco : associé de la comtesse Verra Rossakof.

## Résumé

### Mise en place de l'intrigue
Dans le métro londonien, alors que Hercule Poirot est sur l’escalier roulant qui monte vers le haut, il voit la comtesse russe Vera Rossakof qui, sur l’autre voie, est sur l’escalier roulant qui va vers le bas. Alors qu'ils se croisent, Poirot lui demande où il pourra la retrouver ; elle répond « en Enfer ».
Grâce à sa secrétaire miss Lemon, Poirot ne tarde pas à découvrir qu'il s'agit d'un célèbre restaurant ouvert depuis peu par la comtesse. Or Poirot est informé par son ami l'inspecteur-chef Japp que le restaurant est soupçonné d'être la vitrine légale d'un lieu de vente de produits stupéfiants. La comtesse est-elle l'organisatrice du trafic, ou est-elle innocente et manipulée ?

### Enquête
Dès le soir même, Poirot se rend dans le célèbre restaurant fréquenté par la jet-set londonienne. Il y rencontre la comtesse Verra Rossakof avec laquelle il a une longue conversation. Il y rencontre aussi le professeur Liskeard ainsi qu'Alice Cunningham, la fiancée du fils de la comtesse Verra Rossakof. Alice est une jeune femme légèrement arrogante et qui pense que « le fond compte plus que la forme ». Poirot y croise aussi Paul Varesco, que Japp soupçonne d'être le vrai maître du restaurant tandis que la comtesse ne serait que sa marionnette.
Poirot y croise aussi « Doudou », un gros chien qui a son panier à l'entrée des cuisines du restaurant. Pour Poirot, le chien lui fait penser à Cerbère, le célèbre chien mythologique.
Quelques jours après la soirée, Poirot retrouve Japp qui lui apprend qu'une opération de taille est prévue pour le jeudi suivant.

### Dénouement et révélations finales
Le jeudi soir, la perquisition par la police a lieu. Tandis que plusieurs clients quittent précipitamment le restaurant, on retrouve des bijoux volés dans la poche du professeur Liskeard.
Poirot a remarqué que le chien Doudou a une grande gueule. Il demande à la comtesse Rossakof de la lui faire ouvrir. À l'intérieur, un petit paquet contenant de la cocaïne. Tous les soupçons se tournent vers la comtesse.
Toutefois Poirot révèle la vérité : l'organisatrice du trafic n'est pas la comtesse mais Alice Cunningham. C'est elle qui gérait le trafic et qui manipulait la comtesse. Quelques mois après, Poirot apprend que le fils de la comtesse Rossakof a rencontré une autre femme et qu'il est très heureux ainsi.

## Publications
En 1940, la revue The Strand Magazine a refusé de publier la nouvelle jugeant celle-ci trop politique dans un contexte géopolitique tendu. En effet, l'histoire dépeint le portrait d'un dictateur à la « petite moustache noire », ayant « galvanisé la jeunesse » et « mis l'Europe Centrale à feu et à sang », ce qui n'est pas sans rappeler Adolf Hitler à l'aube de la Seconde Guerre mondiale.
Le 23 janvier 1947, Agatha Christie soumet donc une seconde version de la nouvelle pour la sortie du recueil la même année.
Cette seconde version a quand même fait l'objet de publications dans des revues :
- le 16 septembre 1947, aux États-Unis, sous le titre « Meet Me in Hell », dans la revue This Week[1] ;
- en 1948, en France, dans le no 13 de la collection Série rouge[3] ;
- en décembre 1950, au Royaume-Uni, dans le no 12 (vol. 11) de la revue Argosy[4] ;
- en juin 1961, aux États-Unis, sous le titre « Hercule Poirot in Hell », dans le no 6 (vol. 37) de la revue Ellery Queen's Mystery Magazine[5] ;
- en août 1961, en Australie, sous le titre « Hercule Poirot in Hell », dans le no 170 de la revue Ellery Queen's Mystery Magazine (Australia)[6] ;
- en avril 1964, en France, sous le titre « Hercule Poirot en enfer », dans le no 195 de la revue Mystère magazine[3] ;
- en 1973, en France, sous le titre « Hercule Poirot en enfer », dans le no 309 bis de la revue Mystère magazine[3].

La nouvelle a fait partie de plusieurs recueils, notamment :
- en 1947, au Royaume-Uni et aux États-Unis, dans The Labours of Hercules[1] (avec 11 autres nouvelles) ;
- en 1966, en France, dans Les Travaux d'Hercule (adaptation des recueils anglosaxons).

La version originale de la nouvelle est découverte en novembre 2005 par John Curran dans les carnets d'Agatha Christie. La nouvelle est donc publiée pour la première fois en 2009 dans son livre Agatha Christie's Secret Notebooks avec l'autorisation des héritiers. L'adaptation française sort en 2011 dans Les Carnets Secrets d'Agatha Christie.

## Adaptation
L'intrigue de la nouvelle fait partiellement partie de Les Travaux d'Hercule (The Labors Of Hercule), téléfilm britannique de 2013 de la série télévisée Hercule Poirot (69e épisode, 13.04), avec David Suchet dans le rôle principal.